# Open Your Eyes (альбом Goldfinger)
Open Your Eyes четвертий студійний альбом гурту Goldfinger, виданий 7 травня 2002 року. Це перший альбом для гітариста Браяна Артура після виходу Чарлі з гурту.

## Список композицій
Всі пісні написані Джоном Фельдманом, окрім зазначених.
| #   | Назва                                                                 | Тривалість |
| --- | --------------------------------------------------------------------- | ---------- |
| 1.  | «Going Home»                                                          | 1:36       |
| 2.  | «Spokesman» (За участі Берта МакКрекена з The Used)                   | 2:33       |
| 3.  | «Open Your Eyes» (Фельдман, Келлі ЛеМ'є) (За участі Берта МакКрекена) | 2:47       |
| 4.  | «Decision»                                                            | 2:51       |
| 5.  | «Dad»                                                                 | 3:00       |
| 6.  | «Tell Me» (Фельдман, Емі Фельдман)                                    | 2:14       |
| 7.  | «Liar»                                                                | 0:20       |
| 8.  | «January» (Фельдман, Бенджі Медден)                                   | 3:42       |
| 9.  | «Happy»                                                               | 2:42       |
| 10. | «Woodchuck» (За участі Берта МакКрекена)                              | 0:51       |
| 11. | «It's Your Life»                                                      | 2:24       |
| 12. | «Spank Bank»                                                          | 1:20       |
| 13. | «Youth»                                                               | 2:29       |
| 14. | «Radio» (Фельдман, ЛеМ'є)                                             | 3:24       |
| 15. | «FTN» (Fuck Ted Nugent)                                               | 2:01       |
| 16. | «Prank Calls» (Прихований трек)                                       | 2:14       |
| 17. | «Wayne Gretzky» (Прихований трек)                                     | 1:42       |

| Бонусні треки | Бонусні треки                 | Бонусні треки |
| #             | Назва                         | Тривалість    |
| ------------- | ----------------------------- | ------------- |
| 18.           | «The Upper Hand»              | 2:04          |
| 19.           | «Spokesman» (Germish Version) | 6:58          |
| 20.           | «Sue»                         |               |

## Учасники запису
- Джон Фельдман — ведучий вокал, ритм-гітара
- Дерін Пфайфер — ударні, бек-вокал
- Келлі ЛеМ'є — бас-гітара, бек-вокал
- Браян Артур — ведуча гітара, бек-вокал